# Aspesiperca ruffoi
Aspesiperca ruffoi è un pesce osseo estinto, appartenente ai perciformi. Visse nell'Eocene medio (circa 49 milioni di anni fa) e i suoi resti fossili sono stati ritrovati in Italia, nel famoso giacimento di Bolca.

## Descrizione
Questo piccolo pesce non superava i 6 centimetri di lunghezza, e possedeva un corpo relativamente allungato con un peduncolo caudale abbastanza lungo. La testa era relativamente grande, e ocupava circa il 38% della lunghezza del corpo. La bocca era piccola, con l'articolazione della mandibola sotto il terzo anteriore dell'orbita. La pinna dorsale era divisa in una parte anteriore sostenuta da 10 raggi alti e forti e in una parte posteriore sostenuta da 9 raggi più corti e sottili. La pinna anale era dotata di una base corta, con tre raggi forti e sette raggi deboli. Le pinne pettorali erano piuttosto piccole, mentre le pinne pelviche erano relativamente lunghe, situate sotto le pettorali. La pinna caudale era relativamente piccola, biforcuta e dotata di 17 raggi principali. Le scaglie erano piuttosto piccole, cicloidi, presenti sulla testa e sulla base delle pinne dorsale e anale. Aspesiperca differisce dalle forme simili attuali (Gerreidae) per le proporzioni delle spine della pinna dorsale, per una più bassa cresta sopraoccipitale, per le pinne pelviche più lunghe e per i raggi molli della pinna dorsale più ravvicinati.

## Classificazione
Aspesiperca venne descritto per la prima volta da Alexandre Bannikov nel 2008, sulla base di due esemplari ritrovati nella famosa Pesciara di Bolca, in provincia di Verona. Secondo Bannikov, questo pesce rappresenterebbe un antico membro della famiglia Gerreidae, all'interno dei Perciformes. 